# Tom Coronel

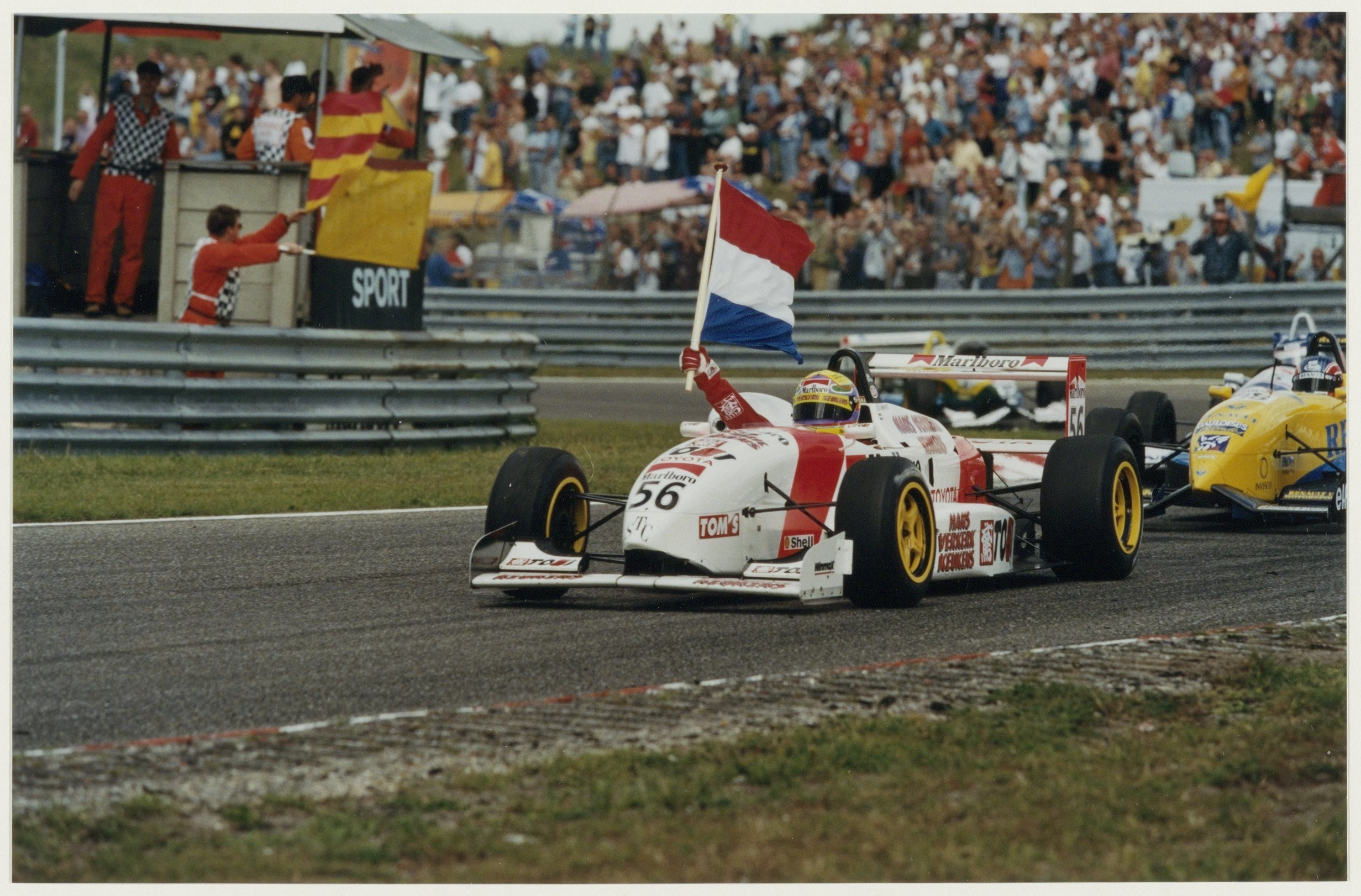
Coronel en 1997.

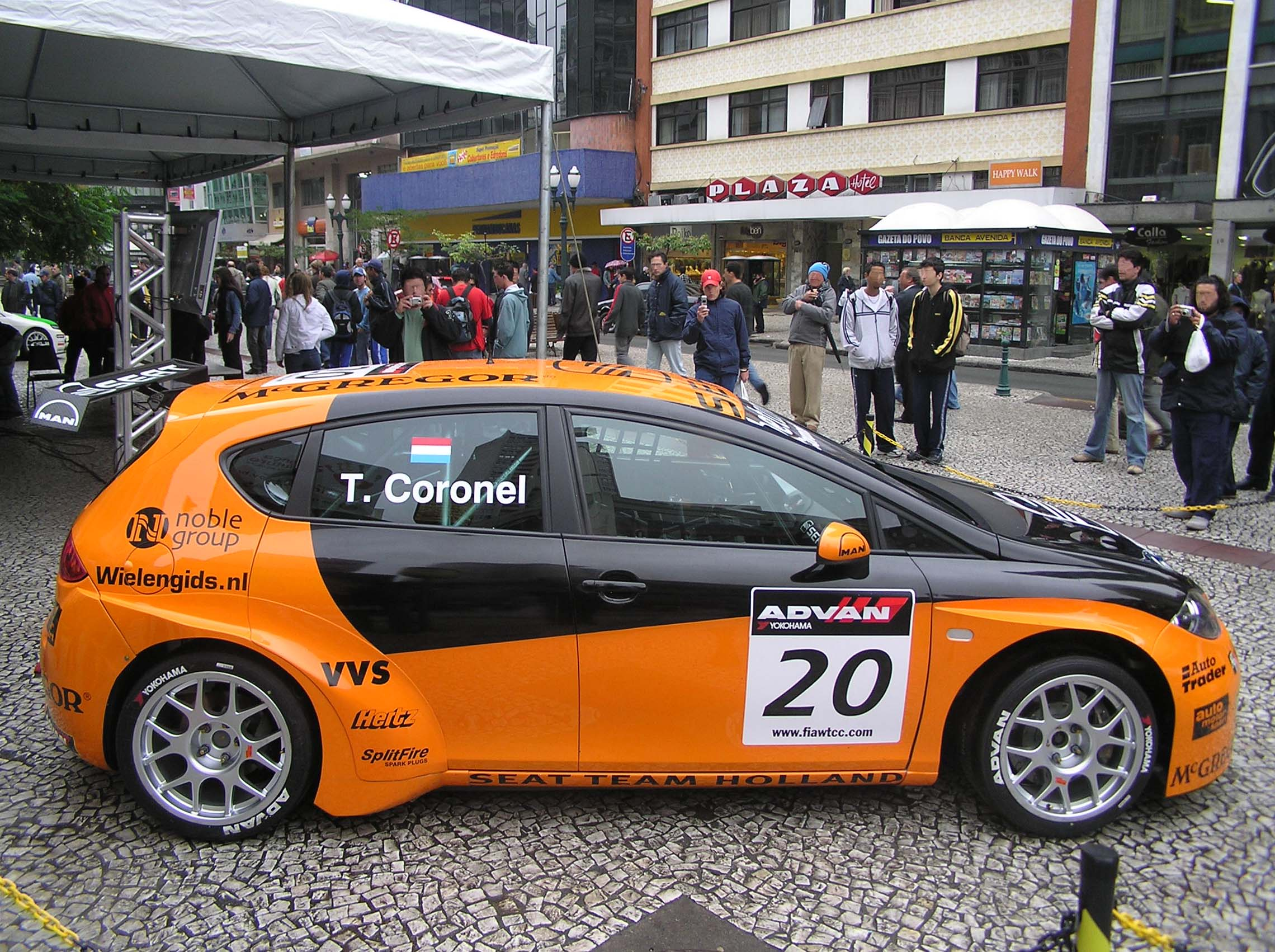
SEAT León de Tom Coronel en el Campeonato Mundial de Turismos 2006.

Tom Romeo Coronel (Naarden, Países Bajos; 5 de abril de 1972) es un piloto de automovilismo neerlandés. Ha finalizado cuarto en el Campeonato Mundial de Turismos 2011 y quinto en 2012 como piloto de ROAL. También fue campeón de la Fórmula Nippon 1999 y subcampeón en el Campeonato Japonés de Gran Turismos 1998 con Nakajima. Desde 2018 compite en WTCR.
Es hermano del también corredor Tim Alfa Coronel.

## Trayectoria

### Inicios
En los primeros años de su carrera, ganó el Campeonato Holandés de Fórmula Ford 1800 en 1992, y resultó subcampeón de la Fórmula Opel Lotus Euroseries en 1994. En 1995 quedó séptimo en la Fórmula 3 Alemana y quinto en el Masters de Fórmula 3. El piloto cometió en Japón los siguientes años. En 1996 fue tercero en la Fórmula 3 Japonesa para el equipo Tom's, y en 1997 obtuvo el campeonato. En paralelo, llegó segundo en el Gran Premio de Mónaco de Fórmula 3 de 1996, quinto en el Gran Premio de Macao de Fórmula 3 de 1996, y primero en el Masters de Fórmula 3 de 1997.
En 1998, Coronel pasó a correr para Nakajima, resultando subcampeón de la clase GT500 del Campeonato Japonés de Gran Turismos con un Honda NSX, y 11º en la Fórmula Nippon. En 1999, resultó séptimo en el Campeonato Japonés de Gran Turismos y campeón de la Fórmula Nippon en 1999.
Tom hizo algunas pruebas para el equipo Arrows de Fórmula 1 a finales de 1999, aunque los pilotos titulares en la temporada 2000 acabaron siendo Jos Verstappen y Pedro de la Rosa. Ha participado ocasionalmente en carreras del Campeonato FIA GT en la década de 2000.

### Turismos
Fue séptimo absoluto en el Campeonato Europeo de Turismos en el 2002 con el equipo Carly a los mandos de un BMW Serie 3, décimo en 2003, y vencedor de la copa de pilotos independientes en 2004.
En 2005, Coronel intentó ganar el mismo título en el Campeonato Mundial de Turismos, sucesor del ETCC, con un SEAT Toledo del equipo GR Asia. En 2006 continúa en el mismo equipo y con un SEAT León gana la copa de privados del WTCC. En el año 2007 compite de nuevo en el WTCC con un SEAT León del equipo GR Asia, concluyendo el campeonato en la 13.ª posición global.
En 2008, nuevamente a los mandos de un SEAT León con el equipo español Sunred, disputa el WTCC, terminando en la 14.ª posición general, habiendo sido el ganador de la segunda carrera de la prueba celebrada en el circuito de Okayama (Japón). Se mantuvo en Sunred para la temporada 2009, la que concluyó 14º sin ningún podio, pero le permitió obtener el Trofeo de Independientes nuevamente.
Ante el retiro de SEAT Sport para la temporada 2010, Sunred se convirtió en el principal equipo de la categoría, y Coronel fue titular en él. Sumó dos podios, sumó en la gran mayoría de las carreras y finalizó octavo en el campeonato, aunque superado por sus compañeros de equipo Gabriele Tarquini y Tiago Monteiro.
Para 2011, Coronel quedó fuera de Sunred, y cambió el Seat León por un BMW Serie 3 de ROAL. Ante el dominio de los tres Chevrolet oficiales, el holandés ganó una carrera y consiguió cinco podios, que le permitieron batir en la lucha con Tarquini por la cuarta colocación final.
El neerlandés permaneció en ROAL para 2012, donde logró cinco podios y finalizó quinto en el campeonato. En 2013, consiguió dos victorias y cuatro podios, de modo que terminó décimo en la tabla general.
Antel el cambio de reglamentó técnico para la temporada 2014 del Campeonato Mundial de Turismos, Coronel siguió con el equipo ROAL pero ahora al volante de un Chevrolet Cruze de la clase TC1. El piloto obtuvo dos podios y nueve top 5 en las 23 carreras, por lo que culminó séptimo en el campeonato.
En el Campeonato Mundial de Turismos 2015, el holandés obtuvo un segundo puesto, dos séptimos puestos y solamente ocho resultados puntuables en 22 carreras disputadas, por lo que se colocó 13º en el campeonato de pilotos. En 2016 consiguió dos victorias, un segundo puesto tres séptimos puestos, quedando 11º en el clasificador final. Repitió este puesto en 2017, pero subiendo solamente a un podio.
Para 2018, tras la fusión del WTCC con el TCR International Series y el nacimiento del WTCR, Coronel llegó al equipo Boutsen Ginion Racing (Honda Civic). Ese año y el siguiente, ya como piloto de Comtoyou (Cupra), no logró quedar en top 20 en el campeonato final. En 2020, el neerlandés cambió a Audi, permaneciendo en Comtoyou, y logró una victoria en Eslovaquia.
Por otro lado, en 2019 corrió gran parte de la temporada del TCR Europe Touring Car Series. Ese año también ganó la TCR Spa 500 junto a Pepe Oriola y Rik e Ivo Breukers.

### Resistencia
En paralelo a su actividad en el Campeonato Mundial de Turismos, Coronel pilotó un Spyker C8 de la clase GT2 en varias carreras de resistencia entre 2005 y 2009. En 2005 y 2006, abandonó en las 24 Horas de Le Mans. En 2008, fue cuarto en los 1000 km de Silverstone. En 2009 disputó las cinco fechas de la Le Mans Series, donde obtuvo un segundo lugar en los 1000 km de Nürburgring y un quinto en los 1000 km de Spa-Francorchamps; también llegó quinto en las 24 Horas de Le Mans. En 2010 llegó retrasado en las 24 Horas de Le Mans y en las fechas de Paul Ricard y Spa-Francorchamps de la Le Mans Series.

## Resumen de carrera

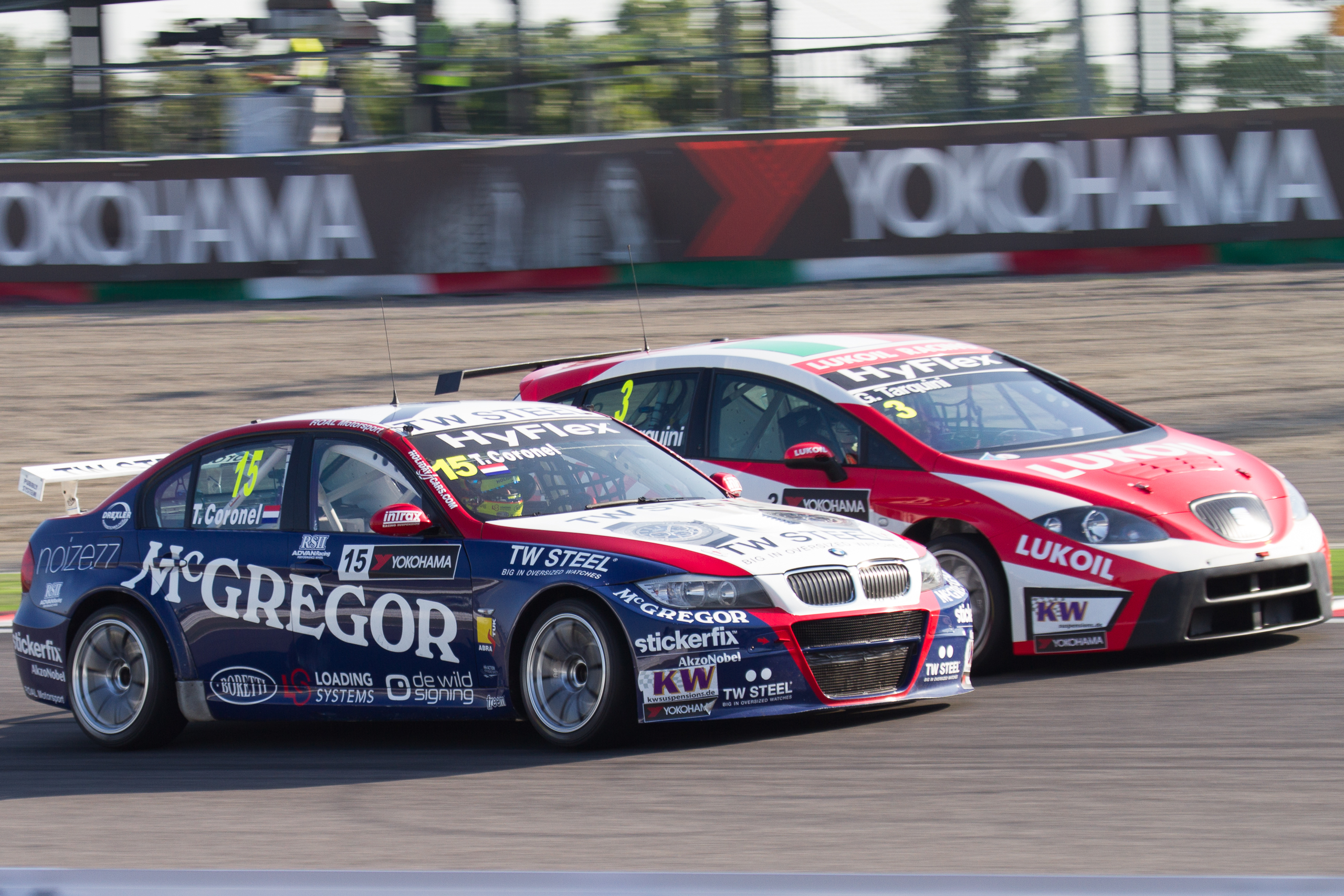
Tom Coronel (izquierda) junto a Gabriele Tarquini, en el campeonato 2012 del WTCC.

| Año  | Campeonato                                                                                   |
| ---- | -------------------------------------------------------------------------------------------- |
| 1990 | Copa Citroën AX neerlandesa                                                                  |
| 1991 | Copa Citroën AX neerlandesa (ganador)                                                        |
| 1992 | Campeonato Neerlandés de Turismos (ganador), Fórmula Ford Neerlandesa                        |
| 1993 | Fórmula Ford Neerlandesa (ganador)                                                           |
| 1994 | Formula Opel Euroseries                                                                      |
| 1995 | Fórmula 3 Alemana                                                                            |
| 1996 | Fórmula 3 Japonesa                                                                           |
| 1997 | Fórmula 3 Japonesa (ganador), Masters de Fórmula 3 (ganador)                                 |
| 1998 | Formula Nippon, Campeonato Japonés de Gran Turismo                                           |
| 1999 | Formula Nippon (ganador), Campeonato Japonés de Gran Turismo, 24 Horas de Le Mans            |
| 2000 | 24 Horas de Le Mans                                                                          |
| 2001 | Campeonato Neerlandés de Turismos, Campeonato de Gran Turismo de la FIA, 24 Horas de Le Mans |
| 2002 | Campeonato Europeo de Turismos, 24 Horas de Le Mans                                          |
| 2003 | Campeonato Europeo de Turismos, 24 Horas de Le Mans, Campeonato Japonés de Gran Turismo      |
| 2004 | Campeonato Europeo de Turismos (ganador del Trofeo de Independientes), 24 Horas de Le Mans   |
| 2005 | Campeonato Mundial de Turismos, 24 Horas de Le Mans                                          |
| 2006 | Campeonato Mundial de Turismos (ganador del Trofeo de Independientes), 24 Horas de Le Mans   |
| 2007 | Campeonato Mundial de Turismos, Campeonato Británico de Turismos                             |
| 2008 | Campeonato Mundial de Turismos (ganador del Trofeo de Independientes), Le Mans Series        |
| 2009 | Campeonato Mundial de Turismos, 24 Horas de Le Mans, Le Mans Series                          |
| 2010 | Campeonato Mundial de Turismos, 24 Horas de Le Mans, Le Mans Series                          |
| 2011 | Campeonato Mundial de Turismos                                                               |
| 2012 | Campeonato Mundial de Turismos                                                               |
| 2013 | Campeonato Mundial de Turismos                                                               |
| 2014 | Campeonato Mundial de Turismos                                                               |
| 2015 | Campeonato Mundial de Turismos                                                               |
| 2016 | Campeonato Mundial de Turismos                                                               |
| 2017 | Campeonato Mundial de Turismos, TCR International Series                                     |
| 2018 | Copa Mundial de Turismos                                                                     |
| 2019 | Copa Mundial de Turismos, TCR Europeo                                                        |
| 2020 | Copa Mundial de Turismos, TCR Europeo                                                        |
| 2021 | Copa Mundial de Turismos, TCR Europeo                                                        |

## Resultados

### Campeonato de Alemania de Fórmula 3
(Clave) (negrita indica pole position) (cursiva indica vuelta rápida)

| Año  | Equipo        | Motor | Clase | 1         | 2         | 3       | 4        | 5       | 6       | 7         | 8       | 9       | 10      | 11        | 12        | 13      | 14      | 15      | 16       | Pos. | Puntos |
| ---- | ------------- | ----- | ----- | --------- | --------- | ------- | -------- | ------- | ------- | --------- | ------- | ------- | ------- | --------- | --------- | ------- | ------- | ------- | -------- | ---- | ------ |
| 1995 | Opel Team WTS | Opel  | A     | HOC 1 Ret | HOC 2 Ret | AVU 1 9 | AVU 2 11 | NOR 1 4 | NOR 2 3 | DIE 1 Ret | DIE 2 9 | NÜR 1 3 | NÜR 2 4 | ALE 1 Ret | ALE 2 Ret | MAG 1 3 | MAG 2 4 | HOC 1 8 | HOC 2 16 | 6.º  | 74     |

### Campeonato de Fórmula 3 Japonesa
(Clave) (negrita indica pole position) (cursiva indica vuelta rápida)

| Año  | Equipo | 1     | 2     | 3     | 4     | 5     | 6     | 7     | 8     | 9     | 10  | Pos. | Puntos |
| ---- | ------ | ----- | ----- | ----- | ----- | ----- | ----- | ----- | ----- | ----- | --- | ---- | ------ |
| 1996 | TOM'S  | SUZ 2 | TSU 4 | MIN 2 | FUJ 2 | SUZ 4 | SUG 1 | SEN 2 | SUZ 2 | FUJ C |     | 3.º  | 33     |
| 1997 | TOM'S  | SUZ 1 | TSU 1 | MIN 2 | FUJ 1 | SUZ 1 | SUG   | SEN 1 | MOT 1 | FUJ C | SUZ | 1.º  | 60     |

### All Japan Grand Touring Car Championship
(Clave) (negrita indica pole position) (cursiva indica vuelta rápida)

| Año  | Equipo          | Automóvil | Clase | 1      | 2       | 3       | 4       | 5       | 6     | 7       | 8      | Pos. | Puntos |
| ---- | --------------- | --------- | ----- | ------ | ------- | ------- | ------- | ------- | ----- | ------- | ------ | ---- | ------ |
| 1998 | Nakajima Racing | Honda NSX | GT500 | SUZ 2  | FUJ C   | SEN Ret | FUJ 1   | MOT Ret | MIN 2 | SUG Ret |        | 2.º  | 50     |
| 1999 | Nakajima Racing | Honda NSX | GT500 | SUZ 11 | FUJ 14  | SUG 4   | MIN Ret | FUJ 8   | TAI 1 | MOT 5   |        | 5.º  | 41     |
| 2003 | Mugen           | Honda NSX | GT500 | TAI 4  | FUJ Ret | SUG 9   | FUJ 12  | FUJ 8   | MOT 1 | AUT 10  | SUZ 11 | 10.º | 38     |

### Fórmula Nippon
(Clave) (negrita indica pole position) (cursiva indica vuelta rápida)

| Año  | Equipo          | 1     | 2       | 3       | 4     | 5     | 6     | 7     | 8       | 9       | 10      | Pos. | Puntos |
| ---- | --------------- | ----- | ------- | ------- | ----- | ----- | ----- | ----- | ------- | ------- | ------- | ---- | ------ |
| 1998 | Nakajima Racing | SUZ 8 | MIN 6   | FUJ Ret | MOT 4 | SUZ 5 | SUG 5 | FUJ C | MIN Ret | FUJ Ret | SUZ 14  | 11.º | 8      |
| 1999 | Nakajima Racing | SUZ 2 | MOT Ret | MIN 3   | FUJ 1 | SUZ 2 | SUG 1 | FUJ 1 | MIN Ret | MOT 3   | SUZ Ret | 1.º  | 50     |

### 24 Horas de Le Mans
| Año  | Equipo                                        | Copilotos                              | Automóvil                  | Clase  | Vueltas | Pos. | Pos. Clase |
| ---- | --------------------------------------------- | -------------------------------------- | -------------------------- | ------ | ------- | ---- | ---------- |
| 1999 | Konrad Motorsport Talkline Racing for Holland | Jan Lammers Peter Kox                  | Lola B98/10-Ford           | LMP    | 213     | DNF  | DNF        |
| 2000 | Konrad Motorsport Racing for Holland          | Jan Lammers Peter Kox                  | Lola B2K/10-Ford           | LMP900 | 38      | DNF  | DNF        |
| 2001 | Johansson Motorsport                          | Stefan Johansson Patrick Lemarié       | Audi R8                    | LMP900 | 35      | DNF  | DNF        |
| 2002 | Racing for Holland                            | Jan Lammers Val Hillebrand             | Dome S101-Judd             | LMP900 | 351     | 8.º  | 7.º        |
| 2003 | ST Team Orange Spyker                         | Norman Simon Hans Hugenholtz           | Spyker C8 Double-12R       | GT     | 229     | NC   | NC         |
| 2004 | Racing for Holland                            | Justin Wilson Ralph Firman             | Dome S101-Judd             | LMP1   | 313     | NC   | NC         |
| 2005 | Spyker Squadron                               | Peter van Merksteijn Sr. Donny Crevels | Spyker C8 Spyder GT2-R     | GT2    | 76      | DNF  | DNF        |
| 2006 | Spyker Squadron                               | Donny Crevels Peter Dumbreck           | Spyker C8 Spyder GT2-R     | GT2    | 40      | DNF  | DNF        |
| 2009 | Snoras Spyker Squadron                        | Jeroen Bleekemolen Jaroslav Janiš      | Spyker C8 Laviolette GT2-R | GT2    | 319     | 25.º | 5.º        |
| 2010 | Spyker Squadron                               | Peter Dumbreck Jeroen Bleekemolen      | Spyker C8 Laviolette GT2-R | GT2    | 280     | 27.º | 9.º        |

### Rally Dakar
| Año     | Categoría | Vehículo | Posición | Etapas |
| ------- | --------- | -------- | -------- | ------ |
| 2007    | Coches    | Bowler   | 46.º     | -      |
| 2015    | Coches    | Gokobra  | Ret.     | -      |
| 2016    | Coches    | Suzuki   | Ret.     | -      |
| 2017    | Coches    | Suzuki   | 53.º     | -      |
| Fuente: |           |          |          |        |

### Súper TC 2000
(Clave) (negrita indica pole position) (cursiva indica vuelta rápida)

| Año  | Equipo       | Auto          | 1   | 2   | 3   | 4    | 5   | 6   | 7  | 8   | 9   | 10  | 11  | 12 | 13 | 14    | Res. | Puntos |
| ---- | ------------ | ------------- | --- | --- | --- | ---- | --- | --- | -- | --- | --- | --- | --- | -- | -- | ----- | ---- | ------ |
| 2016 |              |               | TRE | ROS | SMM | AG I | TRH | OBE | BA | SFE | SFE | TOA | SJU | GR | GR | AG II | -    | -      |
| 2016 | Escudería FE | Peugeot 408 I |     |     |     |      |     |     | 7  |     |     |     |     |    |    |       | -    | -      |

### TCR International Series
(Clave) (negrita indica pole position) (cursiva indica vuelta rápida)

| Año     | Equipo                | Auto                         | 1   | 2   | 3   | 4   | 5   | 6   | 7   | 8   | 9   | 10  | 11  | 12  | 13  | 14  | 15  | 16  | 17  | 18  | 19  | 20  | Pos. | Pts. |
| ------- | --------------------- | ---------------------------- | --- | --- | --- | --- | --- | --- | --- | --- | --- | --- | --- | --- | --- | --- | --- | --- | --- | --- | --- | --- | ---- | ---- |
| 2017    |                       |                              | GEO | GEO | BHR | BHR | BEL | BEL | ITA | ITA | AUT | AUT | HUN | HUN | ALE | ALE | THA | THA | CHN | CHN | EAU | EAU | 31.º | 4    |
| 2017    | Boutsen Ginion Racing | Honda Civic Type-R TCR (FK2) |     |     |     |     | 8   | Ret |     |     |     |     |     |     |     |     |     |     |     |     |     |     | 31.º | 4    |
| Fuente: |                       |                              |     |     |     |     |     |     |     |     |     |     |     |     |     |     |     |     |     |     |     |     |      |      |

- † El piloto no acabó la carrera, pero se clasificó al completar el porcentaje necesario de la distancia total.

### Copa Mundial de Turismos
(Clave) (negrita indica pole position) (cursiva indica vuelta rápida)

| Año  | Equipo                         | Auto                         | 1   | 2   | 3   | 4   | 5   | 6   | 7   | 8   | 9   | 10  | 11  | 12  | 13  | 14  | 15  | 16  | 17  | 18  | 19  | 20  | 21  | 22  | 23  | 24  | 25  | 26  | 27  | 28  | 29  | 30  | Pos. | Pts. |
| ---- | ------------------------------ | ---------------------------- | --- | --- | --- | --- | --- | --- | --- | --- | --- | --- | --- | --- | --- | --- | --- | --- | --- | --- | --- | --- | --- | --- | --- | --- | --- | --- | --- | --- | --- | --- | ---- | ---- |
| 2018 |                                |                              | MAR | MAR | MAR | HUN | HUN | HUN | ALE | ALE | ALE | NED | NED | NED | POR | POR | POR | SVK | SVK | SVK | CHN | CHN | CHN | CHW | CHW | CHW | JAP | JAP | JAP | MAC | MAC | MAC | 23.º | 24   |
| 2018 | Boutsen Ginion Racing          | Honda Civic Type-R TCR (FK8) | 21† | 10  | 12  | Ret | 19  | Ret | 9   | 9   | 10  | 7   | 14  | Ret | Ret | 15  | Ret | 7   | DSQ | DSQ | 15  | 15  | 17  | Ret | Ret | 17† | 17  | 19  | 14  | 13  | 16  | 14  | 23.º | 24   |
| 2019 |                                |                              | MAR | MAR | MAR | HUN | HUN | HUN | SVK | SVK | SVK | NED | NED | NED | ALE | ALE | ALE | POR | POR | POR | CHN | CHN | CHN | JAP | JAP | JAP | MAC | MAC | MAC | MYS | MYS | MYS | 22.º | 63   |
| 2019 | Comtoyou Team DHL CUPRA Racing | Cupra León TCR SEQ           | Ret | 14  | 14  | 17  | 14  | 13  | 8   | 10  | 23  | 16  | 24  | 20  | 13  | 10  | 6   | 18  | DSQ | 17  | 24  | 8   | 12  | 16  | 22  | Ret | 20  | 13  | 11  | 24  | 20  | Ret | 22.º | 63   |
| 2020 |                                |                              | BEL | BEL | ALE | ALE | SVK | SVK | SVK | HUN | HUN | HUN | ESP | ESP | ESP | ARA | ARA | ARA |     |     |     |     |     |     |     |     |     |     |     |     |     |     | 11.º | 117  |
| 2020 | Comtoyou DHL Team Audi Sport   | Audi RS3 LMS TCR SEQ (2016)  | 4   | 6   | 5   | 8   | 6   | 1   | 6   | 11  | 17  | 13  | 19† | Ret | 8   | 12  | 15  | 15  |     |     |     |     |     |     |     |     |     |     |     |     |     |     | 11.º | 117  |
| 2021 |                                |                              | ALE | ALE | POR | POR | ESP | ESP | HUN | HUN | CZE | CZE | FRA | FRA | ITA | ITA | RUS | RUS |     |     |     |     |     |     |     |     |     |     |     |     |     |     | 16.º | 83   |
| 2021 | Comtoyou DHL Team Audi Sport   | Audi RS3 LMS TCR (2021)      | 7   | 11  | 17  | Ret | 3   | Ret | 21  | 16  | 9   | 10  | 10  | 13  | 2   | Ret | 16  | 9   |     |     |     |     |     |     |     |     |     |     |     |     |     |     | 16.º | 83   |
| 2022 |                                |                              | FRA | FRA | ALE | ALE | HUN | HUN | ESP | ESP | POR | POR | ITA | ITA | ALS | ALS | BAR | BAR | ARA | ARA |     |     |     |     |     |     |     |     |     |     |     |     | 10.º | 115  |
| 2022 | Comtoyou DHL Team Audi Sport   | Audi RS3 LMS TCR (2021)      | 11  | 12  | C   | C   | 15  | 13  | Ret | Ret | 13  | 12  | 6   | 7   | 6   | 11  | 6   | 6   | 3   | 6   |     |     |     |     |     |     |     |     |     |     |     |     | 10.º | 115  |

#### WTCR Trophy
(Clave) (negrita indica pole position) (cursiva indica vuelta rápida)

| Año  | Equipo                       | Auto                        | 1   | 2   | 3   | 4   | 5   | 6   | 7   | 8   | 9   | 10  | 11  | 12  | 13  | 14  | 15  | 16  | 17  | 18  | Pos. | Pts. |
| ---- | ---------------------------- | --------------------------- | --- | --- | --- | --- | --- | --- | --- | --- | --- | --- | --- | --- | --- | --- | --- | --- | --- | --- | ---- | ---- |
| 2020 |                              |                             | BEL | BEL | ALE | ALE | SVK | SVK | SVK | HUN | HUN | HUN | ESP | ESP | ESP | ARA | ARA | ARA |     |     | 4.º  | 80   |
| 2020 | Comtoyou DHL Team Audi Sport | Audi RS3 LMS TCR SEQ (2016) | 1   | 2   | 1   | 2   | 3   | 1   | 4   | 2   | 6   | 3   | Ret | Ret | 4   | 4   | 5   | 4   |     |     | 4.º  | 80   |
| 2021 |                              |                             | ALE | ALE | POR | POR | ESP | ESP | HUN | HUN | CZE | CZE | FRA | FRA | ITA | ITA | RUS | RUS |     |     | 2.º  | 114  |
| 2021 | Comtoyou DHL Team Audi Sport | Audi RS3 LMS TCR (2021)     | 1   | 2   | 4   | Ret | 1   | Ret | 5   | 2   | 1   | 2   | 1   | 1   | 1   | Ret | 2   | 1   |     |     | 2.º  | 114  |
| 2022 |                              |                             | FRA | FRA | ALE | ALE | HUN | HUN | ESP | ESP | POR | POR | ITA | ITA | ALS | ALS | BAR | BAR | ARA | ARA | 2.º  | 108  |
| 2022 | Comtoyou DHL Team Audi Sport | Audi RS3 LMS TCR (2021)     | 2   | 3   | C   | C   | 3   | 2   | Ret | Ret | 4   | 3   | 1   | 2   | 2   | 3   | 1   | 1   | 1   | 2   | 2.º  | 108  |

### TCR Europe Touring Car Series
(Clave) (negrita indica pole position) (cursiva indica vuelta rápida)

| Año  | Equipo                | Auto                         | 1   | 2   | 3   | 4   | 5   | 6   | 7   | 8   | 9   | 10  | 11  | 12  | 13  | 14  | Pos. | Pts. |
| ---- | --------------------- | ---------------------------- | --- | --- | --- | --- | --- | --- | --- | --- | --- | --- | --- | --- | --- | --- | ---- | ---- |
| 2019 |                       |                              | HUN | HUN | HOC | HOC | SPA | SPA | RBR | RBR | OSC | OSC | BAR | BAR | MON | MON | 12.º | 137  |
| 2019 | Boutsen Ginion Racing | Honda Civic Type-R TCR (FK7) |     |     | 11  | 10  | 10  | 25  | 19  | 18  | 2   | 2   | 6   | 8   |     |     | 12.º | 137  |
| 2020 |                       |                              | LEC | LEC | ZOL | ZOL | MON | MON | BAR | BAR | SPA | SPA | JAR | JAR |     |     | 16.º | 100  |
| 2020 | Boutsen Ginion Racing | Honda Civic Type-R TCR (FK7) | Ret | Ret |     |     |     |     |     |     | 2   | 2   | 14  | 7   |     |     | 16.º | 100  |
| 2021 |                       |                              | SVK | SVK | LEC | LEC | ZAN | ZAN | SPA | SPA | NUR | NUR | MON | MON | BAR | BAR | 4.º  | 258  |
| 2021 | Comtoyou Racing       | Audi RS3 LMS TCR (2017)      | 5   | 6   | 9   | 8   | 1   | Ret | 10  | 10  | 5   | Ret | 3   | 2   | 14  | WD  | 4.º  | 258  |
| 2022 |                       |                              | POR | POR | LEC | LEC | SPA | SPA | NOR | NOR | NUR | NUR | MON | MON | BAR | BAR | 2.º  | 316  |
| 2022 | Comtoyou Racing       | Audi RS3 LMS TCR (2021)      | 8   | 3   | 1   | 5   | 5   | 3   |     |     | 1   | C   | 13  | 8   | 2   | 2   | 2.º  | 316  |
| 2023 |                       |                              | POR | POR | PAU | PAU | SPA | SPA | HUN | HUN | LEC | LEC | MON | MON | BAR | BAR | 1.º  | 468  |
| 2023 | Comtoyou Racing       | Audi RS3 LMS TCR (2021)      | 3   | 1   | 6   | 1   | 2   | 2   | 2   | 2   | 4   | 3   | 11  | 3   | 2   | 4   | 1.º  | 468  |

#### Diamond Trophy
(Clave) (negrita indica pole position) (cursiva indica vuelta rápida)

| Año  | Equipo          | Auto                    | 1   | 2   | 3   | 4   | 5   | 6   | 7   | 8   | 9   | 10  | 11  | 12  | 13  | 14  | Pos. | Pts. |
| ---- | --------------- | ----------------------- | --- | --- | --- | --- | --- | --- | --- | --- | --- | --- | --- | --- | --- | --- | ---- | ---- |
| 2023 |                 |                         | POR | POR | PAU | PAU | SPA | SPA | HUN | HUN | LEC | LEC | MON | MON | BAR | BAR | 1.º  | 256  |
| 2023 | Comtoyou Racing | Audi RS3 LMS TCR (2021) | 1   | 1   | 4   | 1   | 1   | 1   | 1   | 1   | 2   | 2   | 3   | 2   | 1   | 1   | 1.º  | 256  |

### TCR BeNeLux Touring Car Championship
(Clave) (negrita indica pole position) (cursiva indica vuelta rápida)

| Año  | Equipo                | Auto                         | 1   | 2   | 3   | 4   | 5   | 6   | 7   | 8   | 9   | 10  | 11  | 12  | 13  | 14  | Pos. | Pts. |
| ---- | --------------------- | ---------------------------- | --- | --- | --- | --- | --- | --- | --- | --- | --- | --- | --- | --- | --- | --- | ---- | ---- |
| 2019 |                       |                              | HUN | HUN | HOC | HOC | SPA | SPA | BAR | BAR | MON | MON |     |     |     |     | 8.º  | 129  |
| 2019 | Boutsen Ginion Racing | Honda Civic Type-R TCR (FK7) |     |     | 7   | 7   | 6   | 9   | 34  | 4   |     |     |     |     |     |     | 8.º  | 129  |
| 2020 |                       |                              | ZOL | ZOL | MON | MON | BAR | BAR | SPA | SPA |     |     |     |     |     |     | 4.º  | 89   |
| 2020 | Boutsen Ginion Racing | Honda Civic Type-R TCR (FK7) |     |     |     |     |     |     | 1   | 1   |     |     |     |     |     |     | 4.º  | 89   |
| 2021 |                       |                              | SVK | SVK | LEC | LEC | ZAN | ZAN | SPA | SPA | NUR | NUR | MON | MON | BAR | BAR | 3.º  | 504  |
| 2021 | Comtoyou Racing       | Audi RS3 LMS TCR (2017)      | 3   | 1   | 2   | 1   | 1   | Ret | 3   | 3   | 2   | Ret | 1   | 1   | 3   | WD  | 3.º  | 504  |

### TCR Spa 500
| Año  | Equipo               | Copilotos                             | Automóvil      | Clase | Vueltas | Pos. | Pos. Clase |
| ---- | -------------------- | ------------------------------------- | -------------- | ----- | ------- | ---- | ---------- |
| 2019 | Red Camel-Jordans.nl | Ivo Breukers Rik Breukers Pepe Oriola | CUPRA León TCR | P     | 454     | 1.º  | 1.º        |

### TCR South America
(Clave) (negrita indica pole position) (cursiva indica vuelta rápida)

| Año  | Equipo       | Auto                    | 1   | 2   | 3   | 4   | 5   | 6   | 7   | 8   | 9   | 10 | 11 | 12 | 13  | 14  | Pos. | Pts. |
| ---- | ------------ | ----------------------- | --- | --- | --- | --- | --- | --- | --- | --- | --- | -- | -- | -- | --- | --- | ---- | ---- |
| 2021 |              |                         | INT | INT | CUR | RIV | RIV | EPI | EPI | RCU | RCU | BA | AG | AG | CDU | CDU | 9.º  | 78   |
| 2021 | Cobra Racing | Audi RS3 LMS TCR (2017) |     |     | 1   |     |     |     |     |     |     | 4  |    |    |     |     | 9.º  | 78   |

### TCR World Tour
(Clave) (negrita indica pole position) (cursiva indica vuelta rápida)

| Año  | Equipo          | Auto                    | 1   | 2   | 3   | 4   | 5   | 6   | 7   | 8   | 9   | 10  | 11  | 12  | 13  | 14  | 15  | 16  | 17  | 18  | 19  | 20  | Pos. | Pts. |
| ---- | --------------- | ----------------------- | --- | --- | --- | --- | --- | --- | --- | --- | --- | --- | --- | --- | --- | --- | --- | --- | --- | --- | --- | --- | ---- | ---- |
| 2023 |                 |                         | POR | POR | SPA | SPA | VAL | VAL | HUN | HUN | EPI | EPI | LAP | LAP | SID | SID | SID | BAT | BAT | BAT | MAC | MAC | 13º  | 76   |
| 2023 | Comtoyou Racing | Audi RS3 LMS TCR (2021) | 11  | 5   | 7   | 3   |     |     | 11  | 9   |     |     |     |     |     |     |     |     |     |     |     |     | 13º  | 76   |

### Citas
1. ↑  «DAKAR 2025 - Guía Historíca». www.dakar.com. Consultado el 31 de diciembre de 2024.
2. ↑  «TCR Standings». international.tcr-series.com. Consultado el 27 de enero de 2020.